# Saint-Vaast-d’Équiqueville
Saint-Vaast-d’Équiqueville település Franciaországban, Seine-Maritime megyében. Lakosainak száma 753 fő (2022. január 1.). Saint-Vaast-d’Équiqueville Freulleville, Les Grandes-Ventes, Notre-Dame-d’Aliermont, Osmoy-Saint-Valery, Ricarville-du-Val és Saint-Jacques-d’Aliermont községekkel határos.

## Népesség
A település népessége az elmúlt években az alábbi módon változott:
| Lakosok száma | 724  | 735  | 748  | 750  | 760  | 763  | 762  | 757  | 753  |
|               | 2013 | 2015 | 2016 | 2017 | 2018 | 2019 | 2020 | 2021 | 2022 |